# Oops! (videogioco)
Oops! è un videogioco rompicapo d'azione pubblicato nel 1988 per Commodore 64 e ZX Spectrum dalla The Big Apple Entertainment Company. Esiste un'altra versione del gioco intitolata Proton-Run, solo per Commodore 64, che riporta la data di copyright 1987 e il produttore Unicon Designs, tuttavia mancano informazioni su questa edizione, incluso se abbia avuto un'effettiva pubblicazione commerciale.

## Modalità di gioco
Il giocatore controlla il Quadroid, un oggetto geometrico pulsante che può muoversi in orizzontale e verticale su una griglia di caselle a schermo fisso vista dall'alto. Ci sono 32 livelli, ciascuno con un diverso schema di caselle con piattaforme attraversabili e spazi vuoti. Il vuoto sottostante è rappresentato con un motivo grafico di sfondo in continuo scorrimento, che può confondere la vista. L'obiettivo di ogni livello è raccogliere otto gravity pod, oggetti che compaiono uno alla volta in punti predefiniti.
Il Quadroid perde una delle vite, e ricomincia dalla posizione iniziale, in caso di contatto con uno dei nemici: una palla saltellante che vaga per lo schermo, e i Rimlord, apparecchi che scorrono lungo i bordi dell'arena e la attraversano improvvisamente in orizzontale o in verticale se incontrano il Quadroid che si sofferma sulla stessa riga o colonna. Il Quadroid per difendersi può lasciare un piccolo esplosivo sui suoi passi, che detona subito dopo distruggendo l'eventuale nemico di passaggio. Si perde una vita anche se si precipita nello spazio vuoto o si esaurisce il tempo.
Le altre complicazioni degli schemi sono caselle che si sbriciolano dopo il primo passaggio, caselle intermittenti, teletrasporti. Diverse caselle contengono un punto interrogativo e raccogliendolo si può ottenere un bonus di vita, tempo o punti, oppure in alcuni casi una trappola che spinge il Quadroid in una certa direzione. Il contenuto dei punti interrogativi comunque è sempre lo stesso in ogni partita e il giocatore lo può memorizzare a proprio vantaggio.
Ogni due livelli completati si entra in un livello bonus dove non ci sono nemici, ma c'è uno stretto limite di tempo entro cui cercare di raccogliere più bonus possibile.

## Produzione
Oops! venne interamente concepito e sviluppato da Jason Kendall per Commodore 64, a eccezione della musica, e successivamente convertito per Spectrum da altri. È il titolo d'esordio dell'editrice londinese The Big Apple Entertainment Company, che apparteneva al gruppo multimediale Prestwich Holdings, ma fu probabilmente anche l'unico, non essendo noti altri giochi con questo marchio. Erano previste anche versioni di Oops! per i computer a 16 bit, che non risultano essere state pubblicate.